# Ribnice
Ribnice (izvirno srbsko Рибнице) je naselje v Srbiji, ki upravno spada pod Mesto Vranje; slednja pa je del Pčinjskega upravnega okraja.

## Demografija
V naselju živi 341 polnoletnih prebivalcev, pri čemer je njihova povprečna starost 34,9 let (35,6 pri moških in 34,3 pri ženskah). Naselje ima 130 gospodinjstev, pri čemer je povprečno število članov na gospodinjstvo 3,62.
To naselje je, glede na rezultate popisa iz leta 2002, večinoma srbsko, a v času zadnjih 3 popisov je opazen porast števila prebivalcev.
|  |

| Demografija | Demografija     | Demografija     |
| Leto        | Št. prebivalcev | Št. prebivalcev |
| ----------- | --------------- | --------------- |
|             |                 |                 |
|             |                 |                 |
|             |                 |                 |
|             |                 |                 |
| 1948        | 238             |                 |
| 1953        | 241             |                 |
| 1961        | 209             |                 |
| 1971        | 213             |                 |
| 1981        | 238             |                 |
| 1991        | 371             | 366             |
| 2002        | 476             | 471             |
|             |                 |                 |

| Etnična sestava po popisu iz leta 2002 | Etnična sestava po popisu iz leta 2002 | Etnična sestava po popisu iz leta 2002 | Etnična sestava po popisu iz leta 2002 | Etnična sestava po popisu iz leta 2002 |
| -------------------------------------- | -------------------------------------- | -------------------------------------- | -------------------------------------- | -------------------------------------- |
| Srbi                                   | Srbi                                   |                                        | 453                                    | 96,17%                                 |
| Romi                                   | Romi                                   |                                        | 16                                     | 3,39%                                  |
| Makedonci                              | Makedonci                              |                                        | 1                                      | 0,21%                                  |
| Bolgari                                | Bolgari                                |                                        | 1                                      | 0,21%                                  |
| Neznano                                | Neznano                                |                                        | 0                                      | 0,0%                                   |